# 芝山努
芝山 努（しばやま つとむ、1941年3月9日 - ）は、日本の男性アニメーター、アニメーション演出家、アニメーション監督。亜細亜堂コンテンツ代表取締役。東京都台東区出身。

## 来歴
浅草で4代続いた三味線の部品売り屋の次男として生まれ、少年時代は三味線、長唄、小唄、落語といった東京の下町文化に馴染んで過ごす。
埼玉県立春日部高等学校、明治大学文学部演劇学科を卒業後、演出家を志望して、東映本社のCMの企画・演出の募集に応募するも不合格。そこで「アニメーションは演出の勉強になるから」と紹介された東映動画（現: 東映アニメーション）の採用試験を受けたのがアニメ業界入りのきっかけだった。
1963年に東映動画に契約社員として入社、長編アニメ映画『わんわん忠臣蔵』で動画デビュー。『狼少年ケン』の動画担当時に林静一に師事し、絵柄等で多大な影響を受ける。
1966年にAプロダクション（1976年よりシンエイ動画に改組）へ移籍。東映動画が長編アニメーションの制作を縮小したのと、先に移籍していた楠部大吉郎や東映動画の同期生・小林治に誘いを受けたのが理由だった。Aプロ〜シンエイ動画では『ムーミン』『天才バカボン』『ど根性ガエル』『元祖天才バカボン』など数々の名作の作画監督、演出を手がける。
1978年、シンエイ動画を退社し小林治・山田みちしろらと亜細亜堂を設立する。
1979年、『がんばれ!!タブチくん!!』で初めて劇場用作品の監督を務める。『ドラえもん』の映画版大長編では、1983年の第4作から2004年の第25作までの22作で監督を務め第53回（1998年度）毎日映画コンクールアニメーション映画賞を『ドラえもん のび太の南海大冒険』で受賞。その後自らも、第60回（2005年度）毎日映画コンクールアニメーション映画賞の選考委員を務めた。
2000年代からは亜細亜堂の関連会社である亜細亜堂コンテンツの代表取締役を務める。2007年には『まじめにふまじめ かいけつゾロリ』の総監督を務めた。
2012年、平成24年度文化庁映画賞を受賞（映画功労部門）。

## 人物・作風・影響
見やすく、アニメーターが絵を描くことに力が軽減でき、キャラクターの演技をさせやすいカメラアングル・変化のあるカメラワークで魅せるアクション・綿密な時間計算・細かい絵など、繊細な絵コンテで知られる。『ドラえもん のび太とロボット王国』『ドラえもん のび太とふしぎ風使い』は書籍化もされた。『クレヨンしんちゃん 嵐を呼ぶ モーレツ!オトナ帝国の逆襲』や『カラフル』などの監督である原恵一は彼の絵コンテに絶大な影響を受けていると発言するなど、その精緻な絵コンテは数多くのアニメーター・演出家に影響を与えている。
本郷みつるは芝山について「とにかく圧倒的な仕事の質と量です。現場から引退されてしばらく経ちましたが、後世に残した影響は計り知れません。」とコメントしている。
大塚康生は『ムーミン』で「芝山努さんと小林治さんに作監の手伝いをやってもらったのも、新鮮な驚きでした。芝山さんの小味のきいた演技と、ちょっとトボけてあたたかい小林さんの演技も『ムーミン』の完成度に大きく貢献しています。」とコメントしている。
吉川惣司は『ルパン三世 ルパンVS複製人間』でレイアウトを務めた芝山の手腕を絶賛している。
大武正枝は『ルパン三世 ルパンVS複製人間』の芝山によるレイアウトについて「鳥肌ものっていうか、プロはこういうものなのか!こうやれないとプロにはなれないのか......と思いました。」とコメントしている。
眠田直は「『ルパン三世 ルパンVS複製人間』のレイアウトも芝山努の仕事。ビスタの横長画面を存分に使いきった構図の腕はお見事というほか無い。絵描きはみんなここから勉強するといいよ。」「芝山努氏の凄みは『ルパン三世 ルパンVS複製人間』を1本観るだけでわかる。この映画ではレイアウトを担当しておられるが、いまだに16:9画面で、芝山氏の構図を越えるアニメが無い。」とツイートしている。
かつては、「ドラえもんの芝山さん」「芝山さんのアニメは安心して見られる」との評価が不満で、「僕は人間のドロドロした内面も描きたい」と語っていた。
東映動画の同期入社には宮崎駿、林静一がいる。宮崎とは同い年（1941年の早生まれ）である。

## 参加作品

### テレビアニメ
- オバケのQ太郎（モノクロ版）（1965年 - 1967年、作画）[11]
- ハッスルパンチ（1965年 - 1966年、作画監督）
- パーマン（モノクロ版）（1967年 - 1968年、作画）[12]
- キングコング（1967年、作画監督）
- 巨人の星（1968年 - 1971年、作画監督）[13]
- ムーミン（1969年 - 1970年、作画監督）
- 天才バカボン（1971年 - 1972年、作画監督）[14]
- ど根性ガエル（1972年 - 1974年、作画監督）[15]
- はじめ人間ギャートルズ（1974年 - 1976年、原画）
- ガンバの冒険（1975年、場面設定・レイアウト）[16]
- 元祖天才バカボン（1975年 - 1977年、キャラクターデザイン・作画監督）[17]※途中降板
- まんが日本昔ばなし（1975年 - 1994年、作画・演出）
- おれは鉄兵（1977年 - 1978年、絵コンテ・レイアウト）
- はいからさんが通る（1978年 - 1979年、キャラクターデザイン[18]）
- 怪物くん（第2作）（1980年 - 1982年、基本設定）
- 新・ど根性ガエル（1981年 - 1982年、チーフディレクター）[19]
- 二死満塁（1982年、演出・作画監督）
- ときめきトゥナイト（1982年 - 1983年、絵コンテ・演出）
- ドラえもん（1984年 - 2005年、チーフディレクター・脚本・絵コンテ・演出）
- ゴッドマジンガー（1984年、オープニング・エンディングアニメーション）[20]
- おねがい!サミアどん（1985年 - 1986年、キャラクターデザイン）[21]
- タッチ（1985年 - 1987年、絵コンテ）
- 新くまのプーさん（第1期）（1988年 - 1989年、日本側チーフディレクター）[22]
- おそ松くん（第2作）（1988年 - 1989年、オープニング・エンディングアニメーション）
- らんま1/2（1989年、監督、絵コンテ）
- ちびまる子ちゃん（1990年 - 2012年、監督・脚本・絵コンテ・演出→シリーズ監修 / OP絵コンテ・演出）
- 忍たま乱太郎（1993年 - 2012年、総監督・絵コンテ・演出）
- カラオケ戦士マイク次郎（1994年 - 1995年、監督）
- わんころべえ（1996年 - 1997年、監修）[23]
- さくらももこ劇場コジコジ（1997年 - 1999年、監修）
- ニャニがニャンだー ニャンダーかめん（2000年 - 2001年、総監督・絵コンテ）
- モンキーパンチ漫画活動大写真（2004年 - 2005年、絵コンテ）
- まじめにふまじめ かいけつゾロリ（2006年 - 2007年、総監督）
- ポルフィの長い旅（2008年、絵コンテ）

### 劇場アニメ
- ルパン三世 ルパンVS複製人間（1978年）レイアウト[24]
- がんばれ!!タブチくん!!（1979年）監督[25]
- ドラえもん映画作品
  - ドラえもん のび太の恐竜（1980年）レイアウト
  - ドラえもん のび太の海底鬼岩城（1983年）監督・絵コンテ
  - ドラえもん のび太の魔界大冒険（1984年）監督・絵コンテ
  - ドラえもん のび太の宇宙小戦争（1985年）監督・絵コンテ
  - ドラえもん のび太と鉄人兵団（1986年）監督・絵コンテ
  - ドラえもん のび太と竜の騎士（1987年）監督・絵コンテ
  - ドラえもん のび太のパラレル西遊記（1988年）監督・絵コンテ
  - ドラえもん のび太の日本誕生（1989年）監督・絵コンテ
  - ドラえもん のび太とアニマル惑星（1990年）監督・絵コンテ
  - ドラえもん のび太のドラビアンナイト（1991年）監督・絵コンテ
  - ドラえもん のび太と雲の王国（1992年）監督・絵コンテ
  - ドラえもん のび太とブリキの迷宮（1993年）監督・絵コンテ
  - ドラえもん のび太と夢幻三剣士（1994年）監督・絵コンテ
  - ドラえもん のび太の創世日記（1995年）監督・絵コンテ
  - ドラえもん のび太と銀河超特急（1996年）監督・絵コンテ
  - ドラえもん のび太のねじ巻き都市冒険記（1997年）監督・絵コンテ
  - ドラえもん のび太の南海大冒険（1998年）監督・絵コンテ
  - ドラえもん のび太の宇宙漂流記（1999年）監督・絵コンテ・ED作画
  - ドラえもん のび太の太陽王伝説（2000年）監督・絵コンテ・ED作画
  - ドラえもん のび太と翼の勇者たち（2001年）監督・絵コンテ
  - ドラえもん のび太とロボット王国（2002年）監督・絵コンテ
  - ドラえもん のび太とふしぎ風使い（2003年）監督・絵コンテ
  - ドラえもん のび太のワンニャン時空伝（2004年）監督・絵コンテ
- がんばれ!! タブチくん!! 第2弾 激闘ペナントレース（1980年）監督[26]
- まことちゃん（1980年）監督[27]
- がんばれ!! タブチくん!! 初笑い第3弾 あゝツッパリ人生（1980年）監督[28]
- 21エモン 宇宙へいらっしゃい!（1981年）監督
- 新・ど根性ガエル ど根性夢枕（1982年）監督[29]
- 対馬丸 —さようなら沖繩—（1982年）作画監督
- プロ野球を10倍楽しく見る方法（1983年）アニメーション監督
- 冒険者たち ガンバと7匹のなかま（1984年）画面設定[30]
- カッくんカフェ（1984年）作画監督
- タッチ3 君が通り過ぎたあとに（1987年）絵コンテ
- 県立海空高校野球部員山下たろーくん（1988年）監督
- おじさん改造講座（1990年）監督[31]
- ちびまる子ちゃん（1990年）監督
- ちびまる子ちゃん わたしの好きな歌（1992年）監督・絵コンテ
- Jリーグを100倍楽しく見る方法!!（1994年）アニメーション監督
- 映画 忍たま乱太郎（1996年）総監督
- まじめにふまじめ かいけつゾロリ なぞのお宝大さくせん（2006年）製作委員会
- オシャレ魔女♥ラブandベリー しあわせのまほう（2007年）イメージボード
- おまえうまそうだな（2010年）製作委員会
- 劇場版アニメ 忍たま乱太郎 忍術学園 全員出動!の段（2011年）監修
- マジック・ツリーハウス（2012年）製作委員会
- 映画かいけつゾロリ だ・だ・だ・だいぼうけん!（2012年）監修
- 小さなジャムとゴブリンのオップ（2024年）監修[32]

### OVA
- 魔法の天使クリィミーマミ ロング・グッドバイ（1985年）レイアウト監修
- GOGO虎エ門（1986年）監督
- TAMA&FRIENDS 3丁目物語（1989年）絵コンテ
- リカちゃんの日曜日（1992年）監修
- リカちゃんとヤマネコ 星の旅（1994年）監督
- やなせたかしメルヘン劇場（2008年）絵コンテ

### 実写ドラマ
- コメットさん（1967年 - 1968年）アニメパート担当（椛島義夫と共同）
- オレとシャム猫（1969年）オープニングアニメ
- 青空にとび出せ!（1969年）オープニングアニメ
- 気まぐれ天使（1976年）オープニングアニメ演出
- 気まぐれ本格派（1977年）オープニングアニメ演出
- 天まであがれ!2（1983年）オープニングアニメ演出
- 猫、ふんじゃッた!（1988年）オープニングアニメ

### その他
- つるのすごもり（映像・文化関連産業労働組合製作の自主制作映画、脚本・監督・作画監督、斎藤和男名義）
- サンタクルーズ（Webマガジン「トルネードベース」で全6章掲載、挿絵を担当。執筆・もりたけし）
- レインボーバンディット[注釈 1]（キャラクターデザイン）
- きよ丸・うるるん（愛知県清須市のイメージキャラクター）（キャラクターデザイン）
- みんなのうた（南の島の花よめさん、ペルシャの子守歌〜わたしの花〜、風のオルガン、アリスの季節）（アニメーション）
- ルパン三世 パイロットフィルム（キャラクターデザイン、作画監督）
- 大長編ドラえもん「のび太の宇宙開拓史」外伝 コーヤコーヤ星物語 （「ドラえもんクラブ」3号掲載、挿絵を担当。執筆・笹木輦）
- 大長編ドラえもん「のび太の魔界大冒険」外伝 美夜子の魔法戦記（マジカルウォーズ） （「ドラえもんクラブ」4号掲載、挿絵を担当。執筆・笹木輦）